# Acadèmia de Belles Arts de Viena

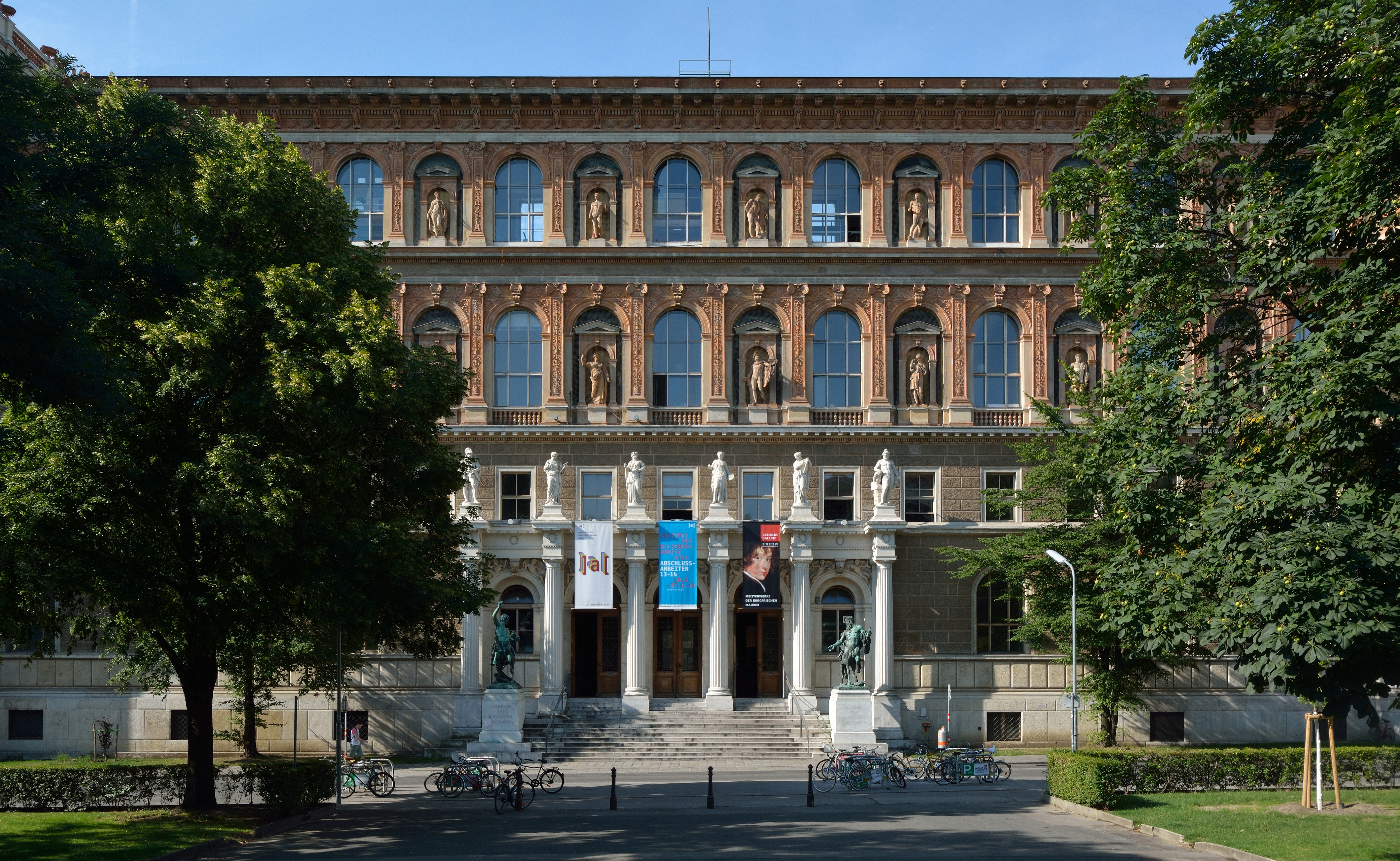
Façana de l'Acadèmia de Bellers Arts de Viena, a la Schillerplatz.

L'Acadèmia de Belles Arts de Viena (en alemany: Akademie der bildenden Künste Wien) és una institució d'ensenyament artitsic superior situada a Viena, Àustria. La seva fundació es remunta a l'any 1692,

## Història
L'Acadèmia de Belles Arts de Viena va ser fundada el 1692 per una iniciativa del pintor de la cort Peter Strudl, que en va ser el Praefectus Academiae Nostrae; en aquell moment seguia el model de l'Accademia di San Luca de Roma. El 1701, Strudl va ser ennoblit com a Baró de l'Imperi. A la seva mort, el 1714, l'Acadèmia va tancar temporalment.

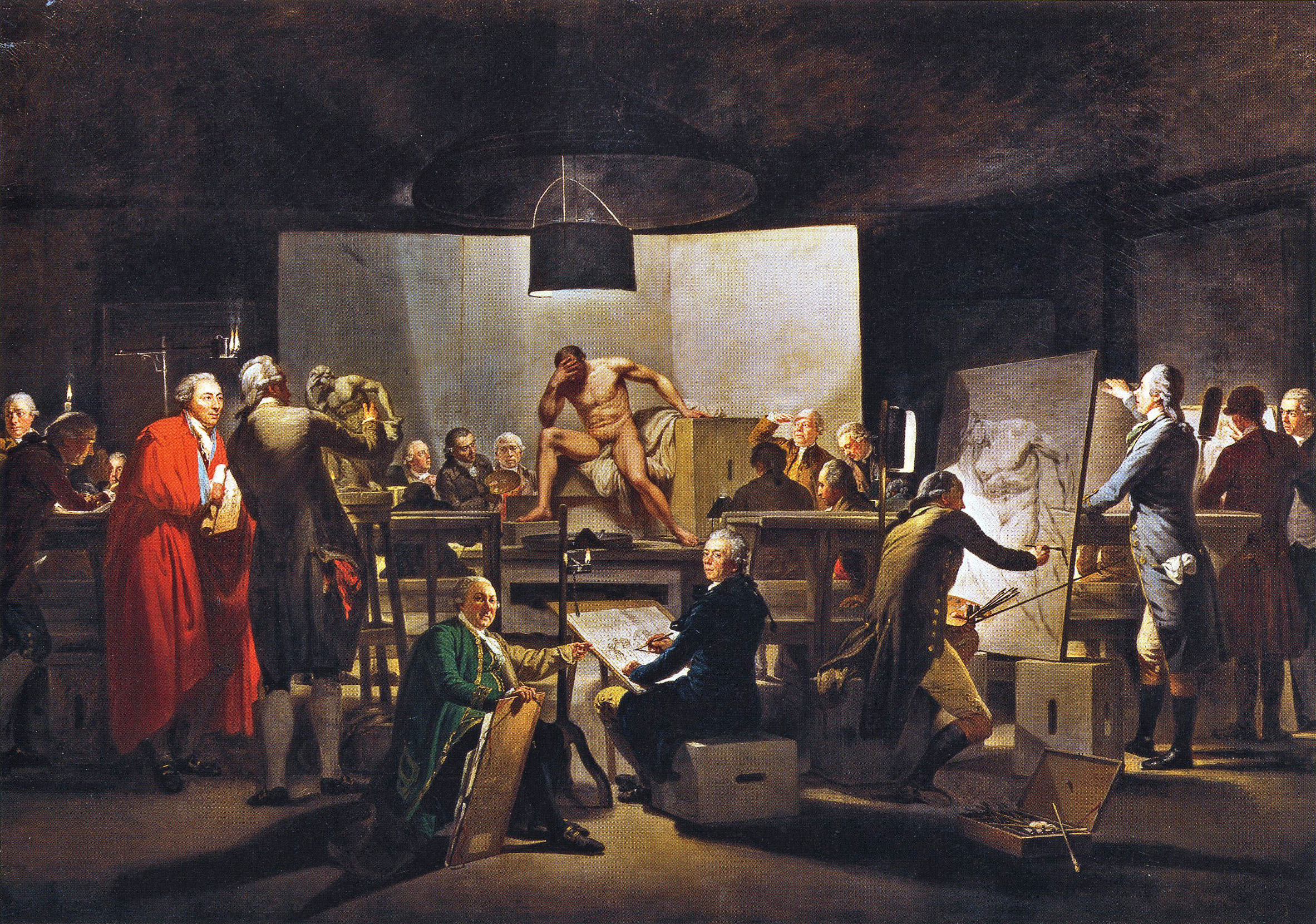
Sala de dibuix de l'Acadèmia de Belles Arts, per Martin Ferdinand Quadal (1787)

El 20 de gener de 1725, l'emperador Carles VI va nomenar al francès Jacob van Schuppen com a prefecte i director de l'Acadèmia, que va ser refundada com la k.k. Hofakademie der Maler, Bildhauer und Baukunst (Acadèmia de la Cort Imperial i Reial de pintors, escultors i arquitectes). Durant el regnat de l'emperadriu Maria Teresa, el 1751, un nou estatut va reformar l'acadèmia. El prestigi de l'acadèmia va créixer i el 1767 les arxiduquesses Carlota Carolina i Maria Anna foren els primers membres honoraris de l'Acadèmia. L'any 1772, es van produir ulteriors reformes en l'estructura organitzativa. El canceller Kaunitz va integrar totes les escoles d'art existents a la k.k. Vereinigten Akademie der bildenden Künste (Acadèmia Imperial i Reial unificada de Belles Arts). La paraula "vereinigten" (unificada) més tard va ser abandonada.
El 1872 l'emperador Francesc Josep I va aprovar un estatut que va fer de l'acadèmia la suprema autoritat governamental sobre les arts. Aquest protagonisme es reforçava amb la construcció d'una nova seu ubicada a la Ringstraße i formant part del conjunt d'edificis oficials i representatius que es van alçar en aquesta nova avinguda vienesa. Fins aleshores havien estat constants els canvis d'ubicació. El nou edifici, encara en servei, va ser obra de l'arquitecte Theophil Hansen i es va inaugurar l'1 d'abril de 1877. Hansen és autor de molts altres edificis notables de la Ringrstrasse i dintre de l'historicisme arquitectònic que el caracteritza va optar, en aquest cas, per l'estil neorenaixentista.
El 1822 el gabinet d'art va créixer de manera significativa amb el llegat d'un membre honorari de l'Acadèmia, Anton Franz de Paula Graf Lamberg-Sprinzenstein. La seva col·lecció segueix sent la columna vertebral de l'art exposat. A principis del segle xix, l'Acadèmia era un baluard del neoclassicisme.
Durant l'ocupació nazi (1938-1945), l'acadèmia es va ressentir en obligar a molts jueus membres del personal a abandonar els seus llocs. Part dels tresors artístics que albergava van resultar destruïts en els bombardejos de la Segona Guerra Mundial. Després de guerra, l'acadèmia va ser reconstituïda el 1955 i reafirmada la seva autonomia. Té estatus d'universitat des de 1998, però manté el seu nom original. Actualment és l'única universitat austríaca que no té la paraula «Universitat» en el seu nom.

## Estructura
L'acadèmia es divideix en els següents instituts:
- Institut de Belles Arts, que alberga tres departaments de pintura, dibuix, arts visuals, mitjans de comunicació de masses, escultura;
- Institut de Teoria de l'Art i Estudis culturals (teoria de l'art, filosofia, història);
- Institut de Conservació i Restauració;
- Institut de Ciències Naturals i Tecnologies de l'Art;
- Institut d'Ensenyament secundari (artesania, disseny, arts tèxtils);
- Institut d'Art i Arquitectura.

L'Acadèmia té actualment uns 900 estudiants, dels quals gairebé la quarta part prové de l'estranger. La seva facultat inclou destacats professors com Peter Sloterdijk. La seva biblioteca compta amb uns 110.000 volums.

## Col·lecció de pintura
Hi ha una pinacoteca (Gemäldegalerie) i un gabinet de dibuixos (Kupferstichkabinett) a disposició dels alumnes amb propòsits acadèmics. És una de les majors col·leccions d'Àustria i una part està a disposició del públic.
La Gemäldegalerie té uns 250 quadres de mestres cèlebres, des d'obres sobre taula de pintors italians dels segles xiv i xv fins a la pintura acadèmica dels segles XVIII i principis del XIX. Entre d'altres, hi ha obres de El Bosch (El Judici Final), Cranach el Vell, Rembrandt, Rubens, Tiziano, Murillo i Guardi.
El Kupferstichkabinett (en català, Gabinet de gravats en coure) té uns 150.000 dibuixos i làmines, sent una de les col·leccions d'arts gràfiques austríaques més importants.